# 好間町小谷作
好間町小谷作（よしままち おやさく）は、福島県いわき市の大字である。郵便番号は970-1143。

## 地理
いわき市中部の好間地区に属する。北で好間工業団地、好間町愛谷、東で好間町今新田、南で好間町下好間、西で好間町北好間とそれぞれ隣接する。概ね町村制施行以前の磐前郡小谷作村の流れを汲む地域である。二級水系夏井川水系好間川左岸側と、夏井川水系小谷作川上流域を主な範囲とする。南端部の好間川沿いの平地等に宅地や畑が広がり、小谷作川沿いには水田が広がる。北側に広がる丘陵地にはいわき好間中核工業団地が造成され、周囲の大字と共に好間工業団地として新たな大字に分離新設された。そのため境界付近には分離新設により区域が切り取られ発生した好間町今新田の飛地が存在する。内郷御厩町内に所在するいわき中央警察署及び内郷高坂町に所在する内郷消防署がそれぞれ管轄にあたる。

### 主な字
字
- 樋口
- ヲミカト
- 広畑
- 小谷作

- 作畑
- 北向
- 腰巻
- ホウシカサキ

### 河川
二級水系夏井川水系
- 好間川
- 小谷作川

## 歴史
- 1879年1月27日 - 飯野八幡宮社領であった小谷作村が福島県内における郡区町村制の施行により磐前郡の村となる[4]。
- 1889年4月1日 - 町村制の施行により小谷作村が下好間村、中好間村、上好間村、北好間村、今新田村、川中子村、愛谷村と合併し好間村が発足する。旧小谷作村域は好間村の大字となる[4]。
- 1896年4月1日 - 磐前郡と周辺郡との合併により石城郡が発足し、石城郡好間村となる[4]。
- 1966年10月1日 - 好間村が平市・磐城市・常磐市・勿来市・内郷市、石城郡遠野町・四倉町・小川町・川前村・田人村・三和村、双葉郡久之浜町・大久村と合併しいわき市となり、いわき市好間地区の大字となる[4]。
- 1984年 - いわき好間中核工業団地の造成に伴い、周囲の他の大字と併せ該当区画が好間工業団地として分離新設される[5]。

## 世帯数と人口
2023年10月31日現在の世帯数と人口は以下の通りである。
| 大字         | 世帯数  | 人口  |
| ------------ | ------- | ----- |
| 好間町小谷作 | 459世帯 | 914人 |

## 小・中学校の学区
市立小・中学校に通う場合、学区は以下の通りとなる。
| 番地 | 小学校                   | 中学校               |
| ---- | ------------------------ | -------------------- |
| 全域 | いわき市立好間第二小学校 | いわき市立好間中学校 |

## 交通

### 鉄道
- JR磐越東線

### 道路
- 一級市道鬼越花輪線
- 一級市道上川原樋口線

## 施設
- いわき市立好間中学校
- 県営叶田団地
- アルプスアルパイン 平工場
- 東北電力 好間変電所